# Icon Live
Icon Live bevat opnamen van de tournee die volgde op het uitbrengen van Icon door Wetton-Downes. Naast composities van Icon zijn ook nummers van Asia opnieuw uitgevoerd.

## Musici
- John Wetton - zang; basgitaar;
- Geoffrey Downes - toetsen;
- John Mitchell - gitaren, zang;
- Steve Christey - drums.

## Tracks
1. Pane Bruno
2. The heat goes on;
3. Only time will tell;
4. Voice of America;
5. I lay down;
6. Days like these;
7. Bolero;
8. Meet me at midnight;
9. Never in a million years;
10. We move as one;
11. Paradox;
12. Let me go;
13. Don't cry;
14. Open your eyes;
15. The smile has left your eyes.